# Erich von Falkenhayn
Erich Georg Alexander Sebastien von Falkenhayn (11. studenog 1861. – 8. travnja 1922.), njemački vojskovođa i načelnik Glavnog stožera njemačke vojske od 1914. do 1916. tijekom Prvog svjetskog rata. 

## Rani period
Od 1896. do 1903. kao časnik služio je u Kini tijekom Bokserskog ustanka. Poslije toga služio je u Braunschweigu, Metzu i Magdeburgu, svaki put sa sve većim činom. Pred rat 1913. postao je pruski ministar rata. Kao i većina nije računao na sveopći rat, ali pripadao je grupi koja je uvjeravala cara Vilima II. da objavi rat.

## Načelnik Glavnog stožera
Poslije bitke za Marnu 14. rujna 1914. naslijedio je Moltkea kao načelnik Glavnog stožera. Suočen s neuspjehom Schlieffenovog plana, Falkenhayn je pokušao u "Trci do mora" izmanevrirati britanske i francuske snage serijom sukoba kroz suverenu Francusku i Belgiju, a s ciljem da se dođe do obale Sjevernog mora. Francuzi su zaustavili Nijemce u Prvoj bici za Ypres. Falkenhayn je nastojao provoditi ofenzivnu strategiju na Zapadnom bojištu, a da istovremeno vodi ograničenu kampanju na Istočnom, nadajući se da će Rusija lakše prihvatiti primirje ako nije dovoljno ponižena. Zbog toga je došao u sukob s Hindenburgom i Ludendorffom koji su htjeli masivnu ofenzivu na istoku. Bitku masovnog istrebljenja tj. Verdunsku bitku Falkenhayn je započeo nadajući se da će masovni pokolj navesti političke vođe Europe da okončaju rat, a s druge strane je smatrao da su gubici mnogo štetniji za Francusku nego za Njemačku. Iako je četvrt milijuna vojnika poginulo nijedna strana nije pokazala znak da namjerava okončati rat, što je bilo suprotno početnim Falkenhaynovim pretpostavkama. Antanta je bila sposobna zamijeniti mrtve svježim "ljudskim materijalom". Zbog neuspjeha u Verdunskoj bitci i nekoliko neuspjeha na istoku, Falkenhayn je smijenjen s mjesta načelnika Glavnog stožera. Na njegovo mjesto je došao Paul von Hindenburg.

## Kasnija karijera
Poslije smjenjivanja s mjesta načelnika Glavnog stožera preuzeo je zapovjedništvo nad 9. armijom u Transilvaniji i u kolovozu 1916. krenuo je u zajedničku ofenzivu s Mackensenom protiv Rumunjske.
Falkenhaynove snage su zauzele Bukurešt za manje od 4 mjeseca borbe. Nakon tog uspjeha Falkenhayn je preuzeo komandu nad turskim snagama u Palestini, ali nije uspio spriječiti Britance da zauzmu Jeruzalem u prosincu 1917.
Dok je bio zapovjednik nad turskim snagama u Palestini spriječio je da Turci izvrše planirano protjerivanje Židova iz Palestine. U veljači 1918. postao je zapovjednik 10. armije u Bjelorusiji. Otišao je u mirovinu 1919. i povukao se na svoje imanje, gdje je napisao nekoliko knjiga o ratu, strategiji i autobiografiju.

## Ocjena
Bio je tipičan predstavnik pruskih generala. Bio je militarist u pravom smislu te riječi. Knjiga Roberta Foleya o njegovoj strategiji navodi da su njegovu strategiju masovnog pokolja ljudskog materijala preuzele i uspješno upotrijebile članice Antante, koje su imale više ljudi. Na taj način Falkenhaynova metoda se pokazala točnom, ali na njemačku štetu. Vojno gledajući Falkenhaynova ofenziva u Bitci za Verdun bila je strateška greška. Obrana Palestine 1917. također je bila neuspješna, ali imao je daleko manje snaga od protivnika. S druge strane, njegovo planiranje i osvajanje Rumunjske savršen je primjer kako provesti ofenzivu protiv nadmoćnih snaga. Winston Churchill ga je smatrao najsposobnijim od svih njemačkih generala u Prvom svjetskom ratu.

## Vanjske poveznice
- (engl.) Encyclopædia Britannica: Erich von Falkenhayn

Ostali projekti
|  | Zajednički poslužitelj ima još gradiva o temi Erich von Falkenhayn |

| Prethodnik:      | Zapovjednik 9. armije (6. rujna 1916. − 1. svibnja 1917.) | Nasljednik:  |
| Leopold Bavarski | Zapovjednik 9. armije (6. rujna 1916. − 1. svibnja 1917.) | Robert Kosch |

| Prethodnik:          | Zapovjednik 10. armije (5. ožujka 1918. − 6. siječnja 1919.) | Nasljednik: |
| Hermann von Eichhorn | Zapovjednik 10. armije (5. ožujka 1918. − 6. siječnja 1919.) | nitko       |